# Séniergues
Séniergues är en kommun i departementet Lot i regionen Occitanien i södra Frankrike. Kommunen ligger i kantonen Labastide-Murat som tillhör arrondissementet Gourdon. År 2022 hade Séniergues 144 invånare.

## Befolkningsutveckling
Antalet invånare i kommunen Séniergues
| Referens: INSEE |